# Murat Yakın
Murat Yakın né le 15 septembre 1974 à Bâle (Suisse), est un ancien footballeur international suisse d'origine turque. Tout comme son frère Hakan Yakın, il a été international suisse (à 49 reprises, marquant quatre buts). Devenu par la suite entraîneur, il est le sélectionneur de l'équipe de Suisse de football depuis le 9 août 2021.

## Biographie

### Carrière de joueur

#### En club
Murat Yakın joue principalement en faveur du Grasshopper Club Zurich et du FC Bâle.
Il remporte deux titres de champion de Suisse avec Grasshopper et trois autres titres de champion avec Bâle. Il gagne également trois Coupes de Suisse avec ces deux équipes.
Murat Yakın joue également brièvement en Allemagne, avec le VfB Stuttgart, et en Turquie, avec Fenerbahçe.
Il dispute un total de 274 matchs en première division, inscrivant 47 buts. Il dispute également 26 matchs en Ligue des champions, inscrivant 4 buts, 10 matchs en Coupe des coupes, sans inscrire de but, et enfin 12 matchs en Coupe de l'UEFA (un but).

#### En équipe nationale
Murat Yakın reçoit 49 sélections en équipe de Suisse entre 1994 et 2004, inscrivant 4 buts.
Il joue son premier match en équipe nationale le 6 septembre 1994, en amical contre les émirats arabes unis à Sion (victoire 1-0). Il inscrit son premier but avec la Suisse le 6 octobre 1996, lors d'un match contre la Finlande comptant pour les éliminatoires du mondial 1998. Il inscrit son deuxième but le 11 octobre 1997 contre l'Azerbaïdjan, lors de ces mêmes éliminatoires (victoire 5-0).
Son troisième but est inscrit le 21 août 2002 en amical contre l'équipe d'Autriche (victoire 3-2). Son dernier but intervient le 17 octobre 2002, contre l'Albanie, lors des éliminatoires de l'Euro 2004 (match nul 1-1).
Retenu par le sélectionneur Köbi Kuhn afin de participer à l'Euro 2004 organisé au Portugal, il dispute trois matchs lors de cette compétition : contre la Croatie, l'Angleterre, et enfin la France.
Il reçoit sa dernière sélection avec la Suisse le 9 octobre 2004, à l'occasion d'un match contre Israël rentrant dans le cadre des éliminatoires du mondial 2006. 
Au cours de ces 49 sélections, il porte à trois reprises le brassard de capitaine : en 1997 contre la Russie, en 2002 contre la Hongrie, et enfin en 2004 contre le Liechtenstein.

### Carrière d'entraîneur
Sa carrière de joueur s'arrête en 2005 en raison d’une blessure. À la suite de cette blessure, il commence une carrière d'entraîneur d'abord à Concordia Bâle jusqu'en avril 2007. Il est entraîneur assistant au Grasshopper Club Zurich aux côtés de Hanspeter Latour jusqu'en 2009. Lors de la saison 2010-2011, il entraîne le FC Thoune en Super League. 
Il devient ensuite l'entraîneur du FC Lucerne, avant d'être nommé, le 15 octobre 2012, entraîneur du FC Bâle, succédant ainsi à Heiko Vogel.
Le 16 juin 2014, il est nommé entraîneur du club russe du Spartak Moscou. Il quitte son poste à l'issue de la saison, n'ayant pas réussi à qualifier le Spartak pour les compétitions européennes.
Après un passage sur le banc de Schaffhouse et de Grasshopper, Yakın est engagé en septembre 2018 par Christian Constantin pour reprendre le poste d’entraîneur du FC Sion, où il remplace Maurizio Jacobacci. Mis à pied par Constantin en mai 2019, il retrouve le banc de Schaffhouse en juin de cette même année, accompagné de son frère Hakan.
En 2021, à la suite du départ de Vladimir Petković parti entraîner les Girondins de Bordeaux, il prend la tête de l'équipe de Suisse où il est considéré comme le plus grand sélectionneur de l'histoire,.

## Palmarès

### Joueur
- Grasshopper Club Zurich
  - Champion de Suisse en 1995 et 1996.
  - Vainqueur de la Coupe de Suisse en 1994.

- FC Bâle
  - Champion de Suisse en 2002, 2004 et 2005.
  - Vainqueur de la Coupe de Suisse en 2002 et 2003.

### Entraîneur
| FC Thoune (1)                                        | FC Lucerne                           | FC Bâle (2)                                                                                         |
| ---------------------------------------------------- | ------------------------------------ | --------------------------------------------------------------------------------------------------- |
| - Championnat de Suisse de D2 (1) - Vainqueur : 2010 | - Coupe de Suisse - Finaliste : 2012 | - Championnat de Suisse (2) - Vainqueur : 2013 et 2014 - Coupe de Suisse - Finaliste : 2013 et 2014 |

### Distinctions
- Meilleur entraîneur du championnat de Suisse en 2013 et 2017.

## Statistiques d'entraîneur
| FC Concordia Bâle           | 8 mai 2006        | 14 mai 2007   | 33 | 16 | 6  | 11 | 48,5 |
| FC Frauenfeld               | 24 février 2008   | 30 juin 2008  |    |    |    |    |      |
| Grasshopper Club Zurich -21 | 1er juillet 2008  | 30 juin 2009  | 29 | 11 | 7  | 11 | 37,9 |
| FC Thoune                   | 1er juillet 2009  | 30 juin 2011  | 74 | 35 | 22 | 17 | 47,2 |
| FC Lucerne                  | 1er juillet 2011  | 20 août 2012  | 46 | 19 | 15 | 12 | 41,3 |
| FC Bâle                     | 15 octobre 2012   | 17 mai 2014   | 41 | 25 | 6  | 10 | 60,9 |
| FK Spartak Moscou           | 15 juin 2014      | 30 mai 2015   | 32 | 13 | 8  | 11 | 40,6 |
| FC Schaffhouse              | 21 décembre 2016  | 25 août 2017  | 24 | 18 | 2  | 4  | 75   |
| Grasshopper Club Zurich     | 25 août 2017      | 10 avril 2018 | 27 | 10 | 7  | 10 | 37,0 |
| FC Sion                     | 17 septembre 2018 | 7 mai 2019    | 28 | 9  | 7  | 12 | 32,1 |
| FC Schaffhouse              | 17 juin 2019      | 9 août 2021   |    |    |    |    |      |
| Suisse                      | 9 août 2021       |               | 45 | 17 | 16 | 12 | 37,8 |